# Bibliothèque sonore romande
 (août 2024).
La mise en forme du texte ne suit pas les recommandations de Wikipédia : il faut le « wikifier ».
Les points d'amélioration suivants sont les cas les plus fréquents. Le détail des points à revoir est peut-être précisé sur la page de discussion.
- Les titres sont pré-formatés par le logiciel. Ils ne sont ni en capitales, ni en gras.
- Le texte ne doit pas être écrit en capitales (les noms de famille non plus), ni en gras, ni en italique, ni en « petit »…
- Le gras n'est utilisé que pour surligner le titre de l'article dans l'introduction, une seule fois.
- L'italique est rarement utilisé : mots en langue étrangère, titres d'œuvres, noms de bateaux, etc.
- Les citations ne sont pas en italique mais en corps de texte normal. Elles sont entourées par des guillemets français : « et ».
- Les listes à puces sont à éviter, des paragraphes rédigés étant largement préférés. Les tableaux sont à réserver à la présentation de données structurées (résultats, etc.).
- Les appels de note de bas de page (petits chiffres en exposant, introduits par l'outil «  Source ») sont à placer entre la fin de phrase et le point final[comme ça].
- Les liens internes (vers d'autres articles de Wikipédia) sont à choisir avec parcimonie. Créez des liens vers des articles approfondissant le sujet. Les termes génériques sans rapport avec le sujet sont à éviter, ainsi que les répétitions de liens vers un même terme.
- Les liens externes sont à placer uniquement dans une section « Liens externes », à la fin de l'article. Ces liens sont à choisir avec parcimonie suivant les règles définies. Si un lien sert de source à l'article, son insertion dans le texte est à faire par les notes de bas de page.
- La présentation des références doit suivre les conventions bibliographiques. Il est recommandé d'utiliser les modèles {{Ouvrage}}, {{Chapitre}}, {{Article}}, {{Lien web}} et/ou {{Bibliographie}}. Le mode d'édition visuel peut mettre en forme automatiquement les références.
- Insérer une infobox (cadre d'informations à droite) n'est pas obligatoire pour parachever la mise en page.

Pour une aide détaillée, merci de consulter Aide:Wikification.
Si vous pensez que ces points ont été résolus, vous pouvez retirer ce bandeau et améliorer la mise en forme d'un autre article.
 (avril 2022).
Si vous disposez d'ouvrages ou d'articles de référence ou si vous connaissez des sites web de qualité traitant du thème abordé ici, merci de compléter l'article en donnant les références utiles à sa vérifiabilité et en les liant à la section « Notes et références ».
Pour les articles homonymes, voir BSR.
La Bibliothèque Sonore Romande (BSR) est une fondation reconnue d'utilité publique, basée dans le quartier du Flon  à Lausanne dans le canton de Vaud en Suisse. Elle est certifiée Zewo  et fait partie du Groupe national des bibliothèques spécialisées suisses . Elle est également partenaire du catalogue mondial de livres accessibles ABC  géré par l'OMPI.

## Activité
La Bibliothèque Sonore Romande met gratuitement à la disposition des personnes rencontrant des difficultés à lire l'imprimé des livres enregistrés par une centaine de bénévoles, ainsi que, depuis 2024, produits en voix de synthèse. Elle propose aux personnes déficientes visuelles, atteintes d'un trouble de l'apprentissage (dyslexie, TSA, TDAH) ou moteur des dizaines de milliers de livres sonores, sur CD, clés USB ou cartes mémoire, par téléchargement sur son site, ainsi que sur des applications pour smartphones et tablettes iOS et Android, CallioPlayer et BiblioPlayer. Les livres sur CD MP3 sont envoyés sans frais de port ni de douane dans le monde entier.
La BSR propose également des périodiques, le matériel des votations et une collection de films et séries audiodécrits en DVD, en streaming et téléchargement.
Son service est entièrement gratuit, l'attestation d'un professionnel de la santé ou du social est nécessaire pour l'inscription. Son fonctionnement est financé par l'OFAS, les cantons suisses romands, ainsi que par des dons de fondations, entreprises et personnes privées.
En 2021, elle fait partie des quatre bibliothèques qui reçoivent le prix spécial de médiation des Prix suisses de littérature pour leur engagement en faveur de la lecture.

## Historique
La bibliothèque a vu le jour en 1976 sur la proposition d'un groupe de personnes handicapées de la vue qui ont su convaincre Madeleine Bernet-Blanc de créer une bibliothèque sonore proposant aux aveugles et malvoyants, des livres contemporains. Jusqu'en 1995, la bibliothèque était connue sous l'appellation de « Fondation Laurent-Bernet », du nom du fils de la fondatrice décédé tragiquement lors d'un accident de la circulation.